# Cose preziose (film)
Cose preziose (Needful Things) è un film del 1993 diretto da Fraser Clarke Heston, tratto dall'omonimo romanzo di Stephen King, con Ed Harris e Max von Sydow.

## Trama
Castle Rock: l'arrivo di Leland Gaunt e l'apertura del negozio "Cose Preziose" suscita la curiosità degli abitanti del luogo: il negozio sembra realizzare i sogni di tutti coloro che cercano disperatamente un qualsiasi oggetto. Quando si accorgono che non possono pagare il prezzo richiesto, il proprietario inizia ad esigere un "favore", che si traduce in qualche dispetto a qualche abitante del paese. Ben presto però questi scherzi cominciano a diventare pericolosi e tragici e la città finisce nel caos. Lo sceriffo Alan Pangborn, che nel negozio non ha preteso o desiderato nulla, sembra l'unico immune alla frenesia dei suoi concittadini e scopre che dietro al vecchio si cela il Diavolo stesso, che viaggiando di città in città, apre negozi e vende immaginari oggetti e mette gli abitanti uno contro l'altro.